# Mieczysław Klimaj

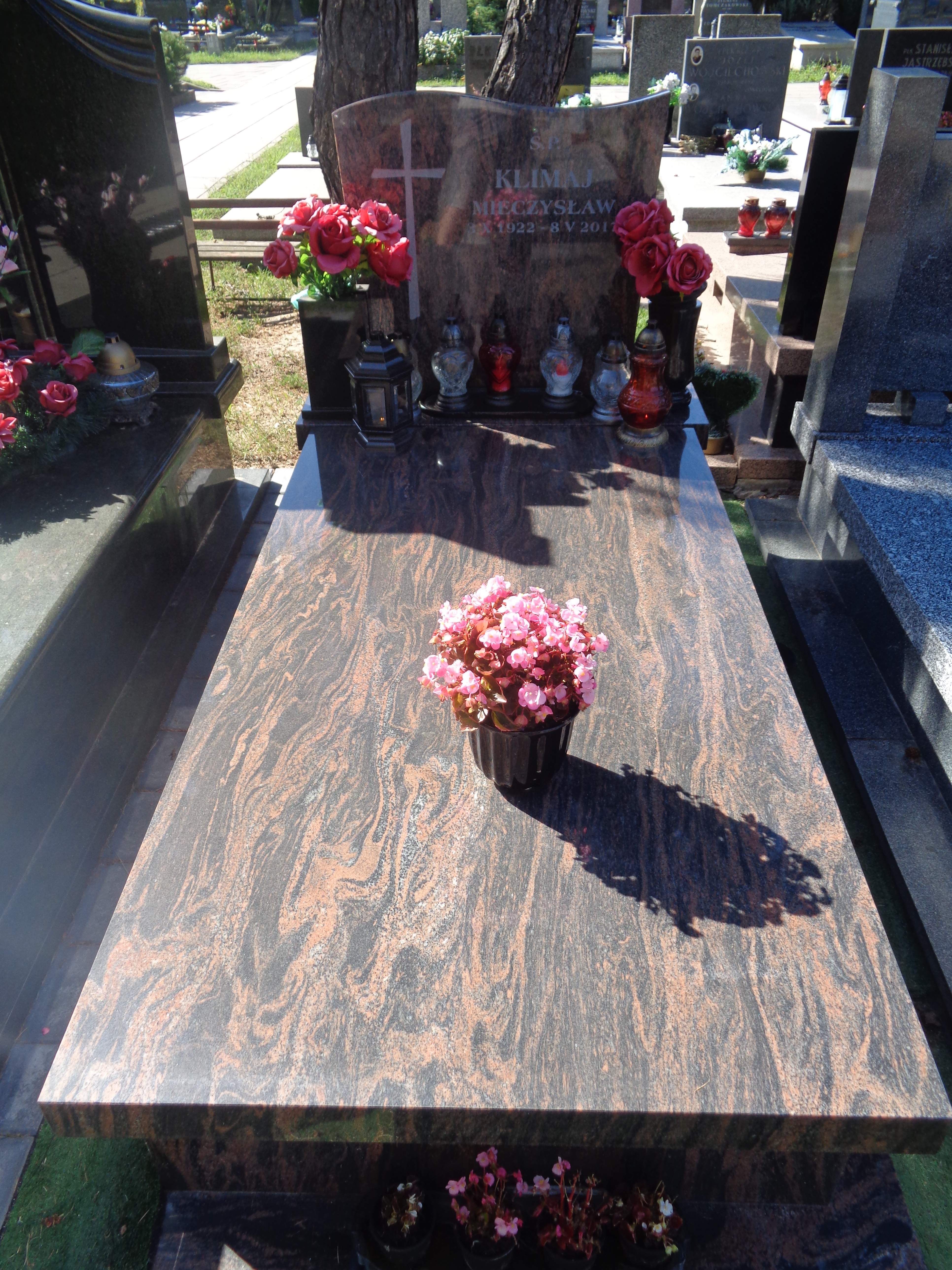
Grób Mieczysława Klimaja na cmentarzu wojskowym na Powązkach

Mieczysław Klimaj (ur. 3 października 1922 w Tarnowie, zm. 8 maja 2017) – polski trener i sędzia koszykarski, członek honorowy Polskiego Związku Koszykówki (PZKosz.).

## Życiorys
W czasie II wojny światowej był żołnierzem Związku Walki Zbrojnej, a następnie Armii Krajowej. W 1950 ukończył studia w Akademii Wychowania Fizycznego w Warszawie. W latach 1950–1964 był trenerem koszykówki w Gwardii Warszawa, a pod koniec lat 50. XX wieku, także Huraganu Wołomin. Z Gwardią jako trener czterokrotnie zdobył Mistrzostwo Polski Juniorek. Wśród jego wychowanek był również późniejsze zawodniczki reprezentacji Polski. W latach 1964–1987 piastował funkcję kierownika wyszkolenia w Gwardii Warszawa. Jednocześnie pracował jako sędzia w latach 1950–1973 będąc sędzią międzynarodowym FIBA. Sędziował między innymi najważniejsze zawody w kraju, a także kilkukrotnie był nominowany do sędziowania Mistrzostw Europy kobiet i mężczyzn. W 1988 został powołany do interdyscyplinarnego zespołu szkoleniowego w ramach przygotowań do XXIV Igrzysk Olimpijskich w Seulu. Został pochowany na Cmentarzu Komunalnym na Powązkach (kwatera H dod.-15-6).